# ماك بوك برو (معالجات أبل الخاصة)
ماك بوك برو ذو معالجات أبل الخاصة هو عبارة عن مجموعة من أجهزة حاسوب ماكنتوش المحمولة، والتي طرحت لأول مرة في نوفمبر 2020 من قبل شركة أبل، وهو الطراز الأعلى من عائلة ماك بوك متوفر بأحجام شاشة 13 بوصة و14 بوصة و16 بوصة، وتستخدم جميعها أنظمة أبل أم 1. ان الجيل الخامس من ماك بوك برو أُطلق في أكتوبر 2021 بأحجام شاشة 14 و16 بوصة، والذي كان مدعوم برقائق أم 1 برو أو أم 1 ماكس.

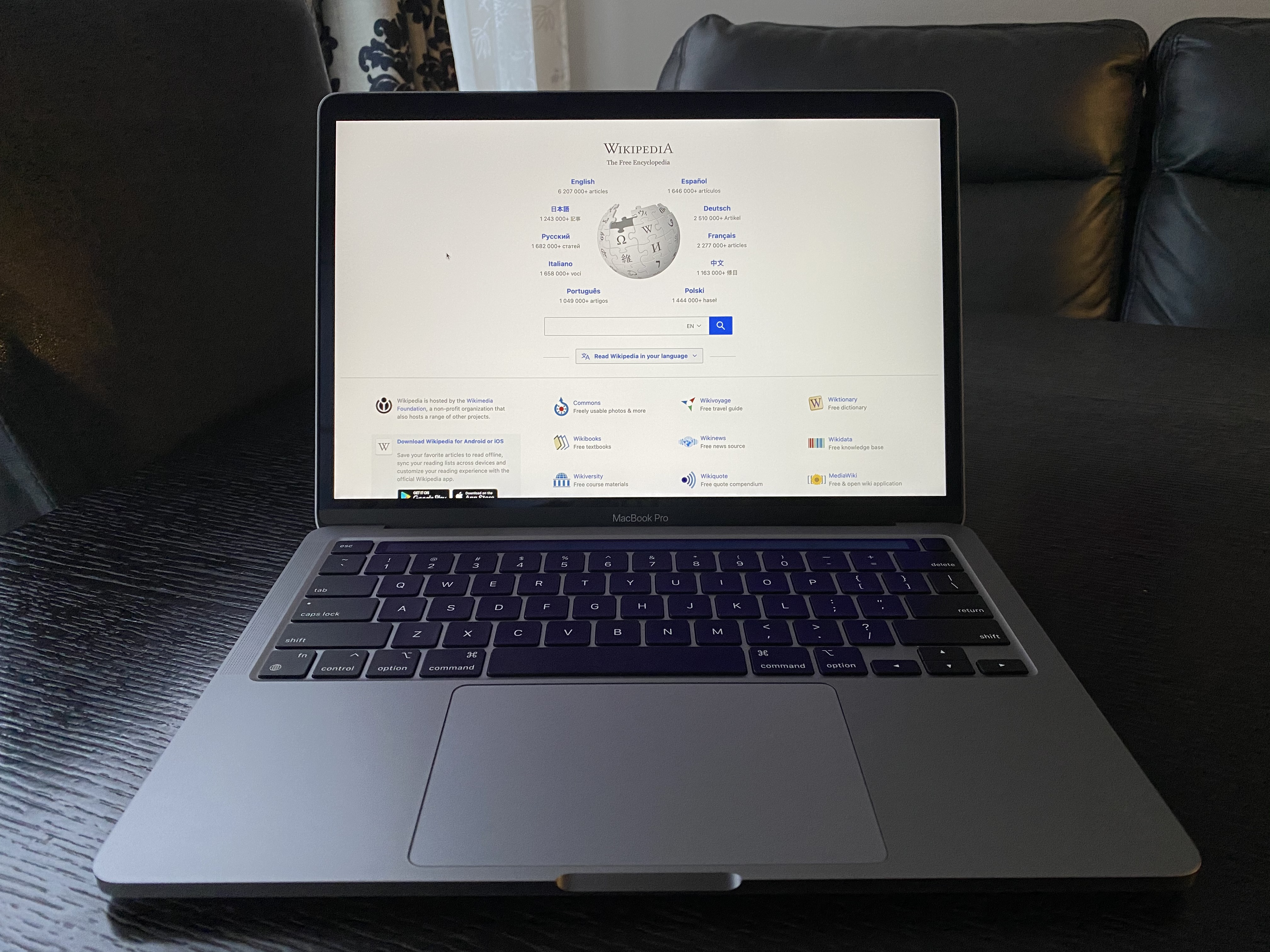
ماك بوك برو (13 بوصة، أم 1، 2020)

## MacBook Pro بحجم 13 إنش مع Touch Bar (2020-الحاضر)
في 10 نوفمبر 2020، قدمت شركة آبل MacBook Pro بحجم 13 إنش مع Touch Bar واثنين من منافذ Thunderbolt استنادًا إلى نظام Apple M1 على رقاقة، أُطلقت جنبًا إلى جنب مع تحديث ماك بوك آير وماك ميني كأول أجهزة Macs مع مجموعة آبل الجديدة من رقاقات السيليكون الخاصة بARM. MacBook Pro بحجم 13 إنش الذي يحمل شريحة M1 من الخارج مطابق تمامًا للإصدار السابق الذي يحمل معالج إنتل. يتيح دعمه لـ Wi-Fi 6 ‏ وUSB4 وإخراج بدقة 6K لتشغيل Pro Display XDR. تم تقليل عدد الشاشات الخارجية المدعومة إلى واحدة، حيث دعمت الإصدارات السابقة التي تعتمد على إنتل شاشتين بدقة 4K. تبقى كاميرا FaceTime بدقة 720 بكسل، ولكن تعلن آبل عن معالج الإشارة الصورية المحسن الذي جاء مع M1 لجودة فيديو أعلى.
في 6 يونيو 2022، في WWDC 2022، قدمت آبل MacBook Pro بحجم 13 إنش مع Touch Bar واثنين من منافذ Thunderbolt استنادًا إلى رقاقة Apple M2، بدلاً من الجيل السابق M1. تم إطلاق هذا جنبًا إلى جنب مع تحديث ماك بوك آير، بتصميم جديد، وأيضًا مع رقاقة M2. تقنيات MacBook Pro M2 تقريبًا متطابقة مع السابقة، ولكنها تدعم حتى 24 غيغابايت من الذاكرة الموحدة.

### الاستقبال
كانت مراجعة سي إن إن لـ MacBook Pro M2 إيجابية بشكل عام، مشيدة به باعتباره "واحدًا من أسرع أجهزة الكمبيوتر المحمولة على الإطلاق"، لكنها انتقدت بعض جوانب التصميم، ملاحظةً أن الإصدار الأقل سعرًا MacBook Air M2 يحمل كاميرا ويب بدقة أعلى وشاشة أكبر وشحن MagSafe. اكتشف مراجعون أن وحدة التخزين الصلبة في الطراز الأساسي بسعة 256 غيغابايت من M2 أبطأ بشكل كبير (سرعات القراءة بنسبة 50% أبطأ وسرعات الكتابة بنسبة 30% أبطأ) من الطراز بسعة 256 غيغابايت من M1 بسبب وجود رقاقة NAND واحدة فقط بدلاً من اثنتين. أكدت آبل في وقت لاحق لـ ذا فيرج أن M2 MacBook Air بذات السعة 256 غيغابايت لا تحمل رقاقة NAND ثانية أيضًا.

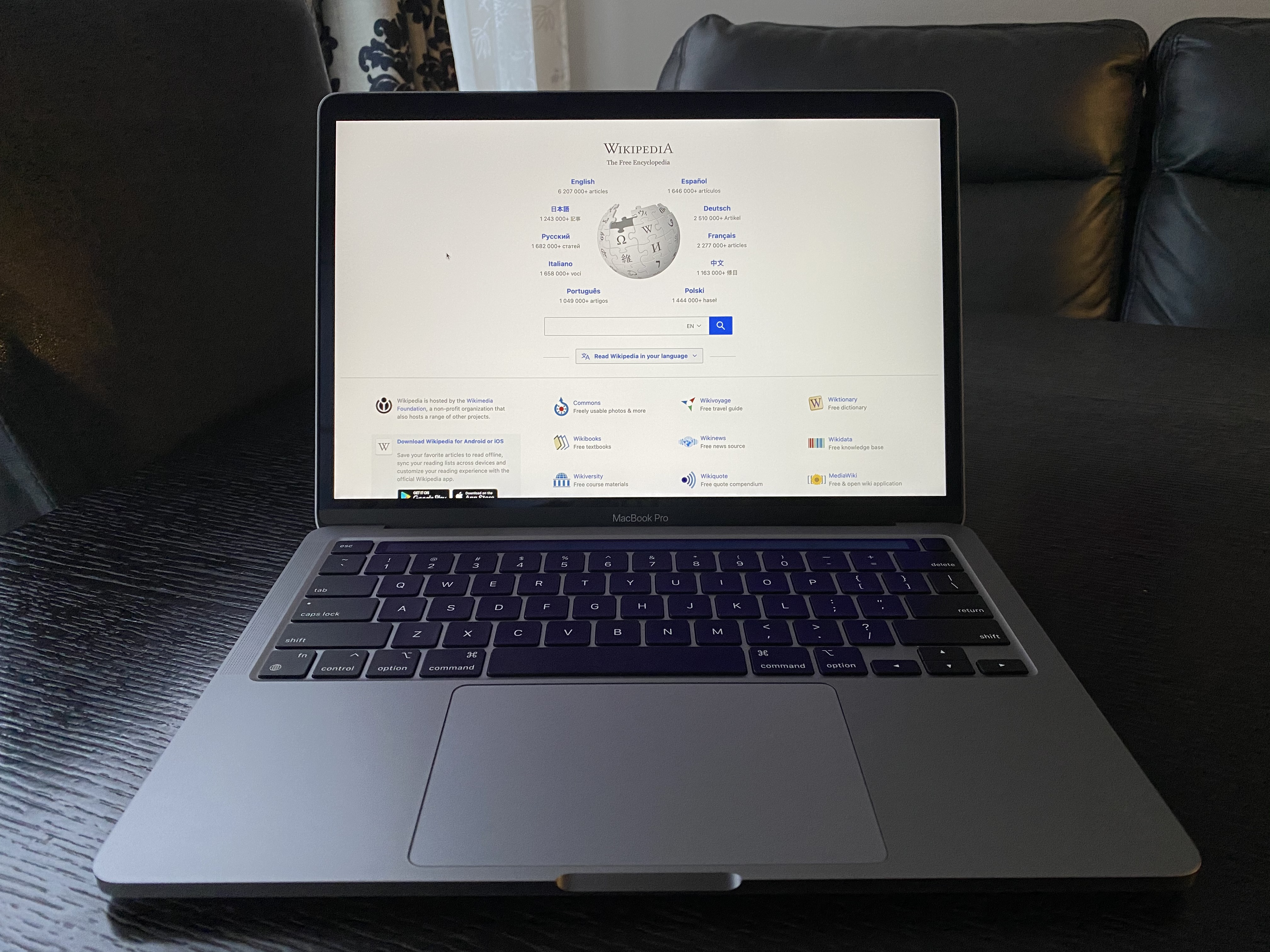
MacBook Pro (13-inch, M1, 2020)

## 14 إنش و 16 إنش (2021 - الحاضر)

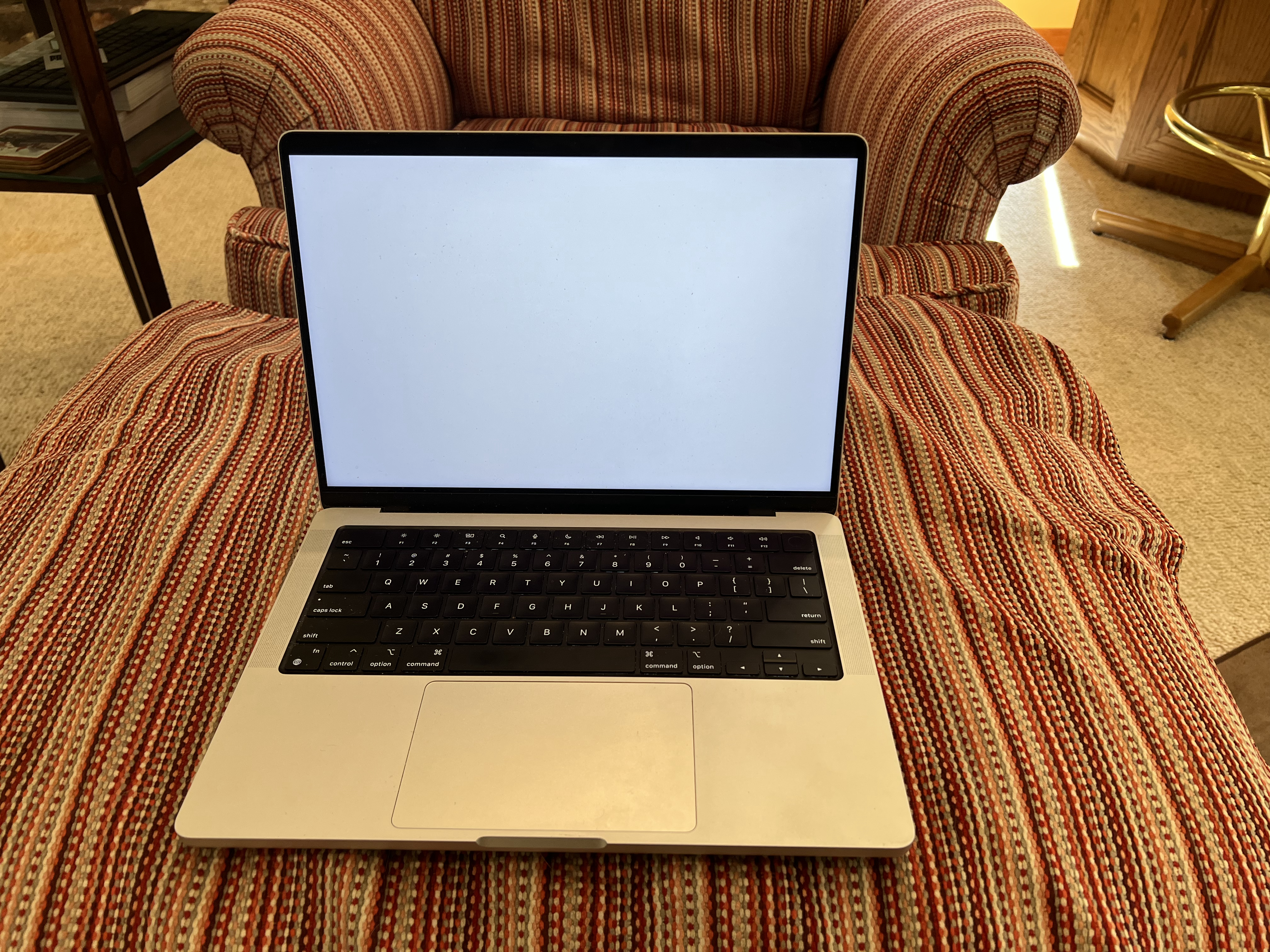
جهاز MacBook Pro (14 بوصة، 2021) باللون الفضي

في حدث عبر الإنترنت في 18 أكتوبر 2021، أعلنت شركة آبل عن نماذج جديدة لجهازي MacBook Pro بحجم 14 بوصة و16 بوصة. تستند هذه النماذج إلى شرائح M1 Pro وM1 Max، وهي ثاني شرائح من الهندسة المعمارية ARM الخاصة بشركة آبل وأولى تلك الشرائح الموجهة نحو المحترفين. قامت النماذج الجديدة بمعالجة العديد من الانتقادات التي وجهت لجهاز MacBook Pro الذي يحمل Touch Bar من خلال استبدال شريط اللمس بأزرار وظيفية صلبة، وإضافة منفذ HDMI 2.0، قارئ بطاقات SDXC وشحن MagSafe. وتضمنت الإضافات الأخرى شاشة Liquid Retina XDR مع دعم ProMotion الذي يدعم معدل تحديث متغير بسرعة 120 هرتز، وزوايا عرض رقيقة للشاشة، وكاميرا ويب بدقة 1080 بكسل موجودة في قطعة مشابهة للآيفون، وواي فاي 6 ‏، وThunderbolt 4، ونظام صوتي من ستة مكبرات صوت تدعم Dolby Atmos. تدعم شريحة M1 Pro ما يصل إلى شاشتين خارجيتين، كل منهما بدقة 6K، بينما تدعم شريحة M1 Max ما يصل إلى أربع شاشات: ثلاثة بدقة 6K وشاشة واحدة بدقة 4K. الإصدار بحجم 16 بوصة يأتي مع مزود طاقة GaN بقوة 140 واط يدعم USB-C Power Delivery 3.1 ‏، على الرغم من أن MagSafe هو الذي يدعم الشحن بسرعة كاملة حيث أن منافذ USB-C في الجهاز محدودة إلى 100 واط فقط.
في 17 يناير 2023، أعلنت آبل عن تحديث نماذج جهاز MacBook Pro بحجم 14 بوصة و16 بوصة بناءً على شرائح M2 Pro وM2 Max. وتتضمن النماذج المحدثة أيضًا اتصال Bluetooth 5.3 وواي فاي 6 ‏، ومنفذ HDMI 2.1، وعمر بطارية أطول، وما يصل إلى 96 جيجابايت من الذاكرة مع نماذج M2 Max مع سرعة وأداء أفضل.

### التصميم

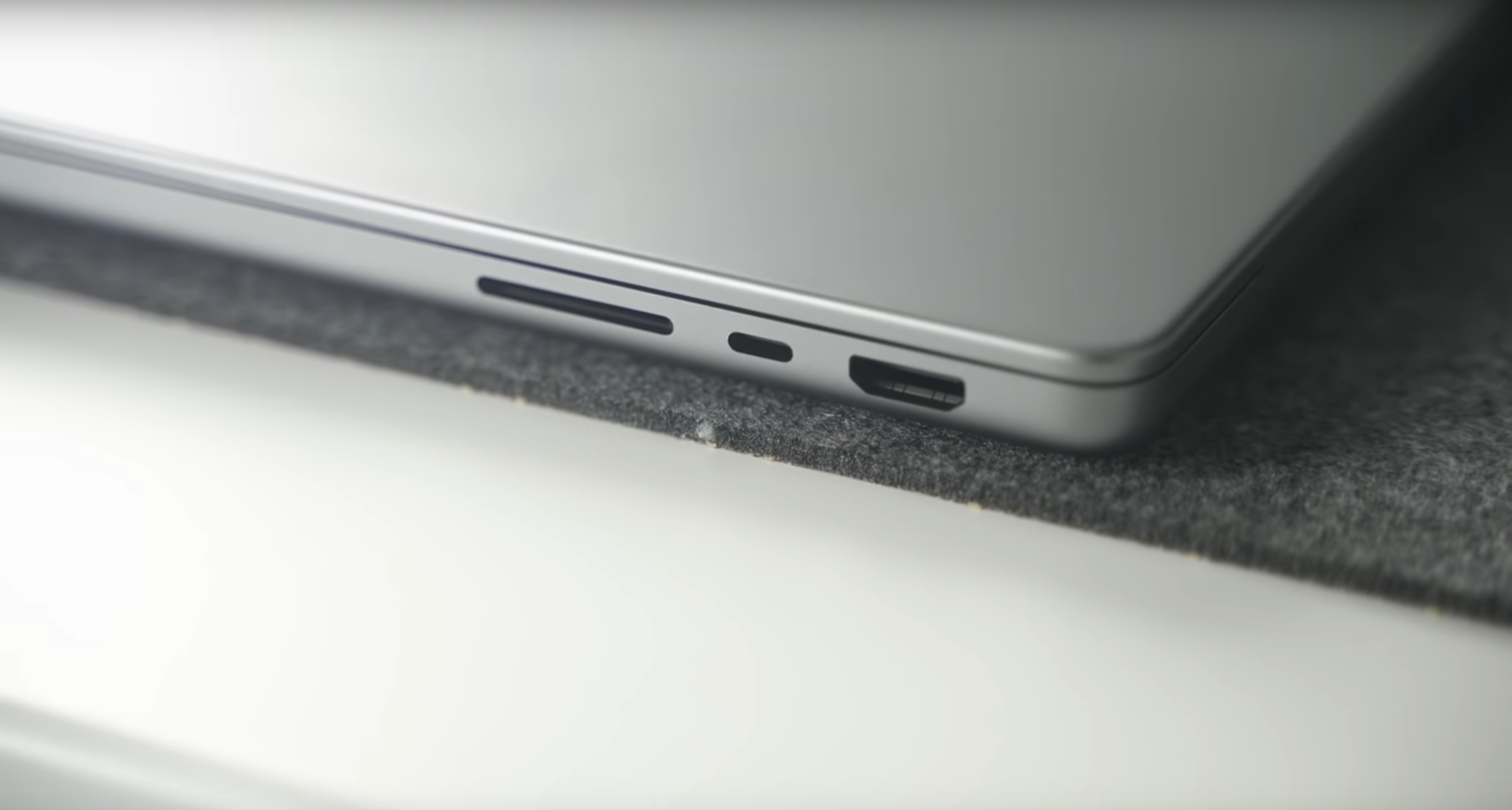
صورة توضح منفذ بطاقة SD ومنفذ HDMI المعاد تقديمهما في جهاز MacBook Pro (2021)

تتميز نماذج جهاز MacBook Pro بحجم 14 بوصة و16 بوصة بتصميم أكثر سمكًا وأكثر ارتفاعًا بشكل مربع مقارنة بالأجيال السابقة القائمة على معالجات إنتل. يتميز لوحة المفاتيح بأزرار وظيفية بحجم كامل، مع تحديد لون أسود "مؤكسد مزدوج" للوحة المفاتيح. تمت إزالة علامة "MacBook Pro" من أسفل الحافة العلوية للشاشة واستبدالها بنقش تحت سطح الجهاز. تتوافر النماذج بألوان فضية أو رمادية فضائية، مما يشبه النماذج السابقة التي كانت قائمة على معالجات إنتل. كان هناك بعض الانتقادات على وسائل التواصل الاجتماعي بسبب أن كبل MagSafe كان متوفرًا فقط باللون الفضي، مما أدى إلى عدم تناغمه مع النماذج بلون رمادي فضائي.

### الاستقبال
كان استقبال الجهاز MacBook Pro لعام 2021 عمومًا إيجابيًا. أثنى الأشخاص الذين يقدمون محتوى عبر الإنترنت مثل جاستين إيزاريك (iJustine)، وإميلي يونج من Linus Tech Tips، وMarques Brownlee على التصميم الجديد، وأزرار الوظائف الكبيرة، والشاشة الجديدة وشرائح M1 Pro وM1 Max. منح ذا فيرج النماذج تقييمًا بنسبة 9.5/10، وأشاد بالسرعة وعمر البطارية المحسنين، والشاشات ومكبرات الصوت المحسنة، وإزالة شريط اللمس، ولكنه انتقد تكلفة ترقية الذاكرة كونها "غير منطقية" ولاحظ أن تطبيقات آبل الخاصة هي الوحيدة التي تبدو مُحسَّنة لوحدات المعالجة الرسومية.
منح IFixit النماذج درجة 4/10 من حيث إمكانية الإصلاح، مقارنة بدرجة 1/10 لجهاز MacBook Pro الذي يحمل شريط اللمس، وقالوا إن استبدال البطارية أصبح أسهل بسبب عدم استخدام الغراء في تثبيتها، وأن الشاشة ومعظم المنافذ قابلة للتبديل، على الرغم من أنهم لاحظوا أن مكبرات الصوت ملصقة بالغراء وأن التخزين ذو الحالة الصلبة ملحوم بشكل دائم (كما هو الحال في السابق).